# Mindorogråfågel
Mindorogråfågel (Coracina mindorensis) är en fågel i familjen gråfåglar inom ordningen tättingar.

## Utbredning och systematik
Fågeln återfinns i västcentrala Filippinerna, på öarna Mindoro, Libagao och Tablas. Den behandlas som monotypisk, det vill säga att den inte delas in i några underarter. Tidigare inkluderades den i vitögd gråfågel men urskildes 2024 som egen art baserat på skillnader i utseende och läte.

## Status
IUCN erkänner den inte som art, varför den inte placeras i någon hotkategori.